# Týn nad Vltavou (stacja kolejowa)
Týn nad Vltavou – stacja kolejowa w miejscowości Týn nad Vltavou, w kraju południowoczeskim, w Czechach. Znajduje się na wysokości 375 m n.p.m..  Obecnie nie jest obsługiwana przez żadne pociągi pasażerskie.
Na stacji nie ma możliwości kupienia buletu.

## Linie kolejowe
- 192 Číčenice - Týn nad Vltavou